# Campeonato Mundial de Ciclismo de Montaña de 2006
El XVII Campeonato Mundial de Ciclismo de Montaña se celebró en la ciudad de Rotorua (Nueva Zelanda) entre el 22 y el 27 de agosto de 2006, bajo la organización de la Unión Ciclista Internacional (UCI) y la Unión Ciclista de Nueva Zelanda. 
Las competiciones se realizaron en el monte Ngongotaha, 5 km al norte de la ciudad de Rotorua, en dos instalaciones acondicionadas para el evento: Mountain Action y Skyline Skyriders.
Se compitió en 4 disciplinas, las que otorgaron un total de 10 títulos de campeón mundial:
- Descenso (DH) – masculino y femenino
- Campo a través (XC) – masculino, femenino y mixto por relevos
- Campo a través para 4 (4X) – masculino y femenino
- Trials (TRI) – masculino 20″, masculino 26″ y femenino 20″/26″

## Calendario
| Día   | Hora*       | Evento                  | Tipo              |
| ----- | ----------- | ----------------------- | ----------------- |
| 22.08 | 18:30-19:30 | Ceremonia de apertura   |                   |
| 22.08 | 13:30-16:00 | Campo a través          | Final por relevos |
| 23.08 | 06:00-18:00 | Campo a través para 4   | clasificación     |
| 24.08 | 14:00-17:00 | Descenso                | clasificación     |
| 25.08 | 09:15-12:30 | Trials F                | Final             |
| 25.08 | 15:00-16:15 | Campo a través para 4 F | Final             |
| 25.08 | 15:00-16:15 | Campo a través para 4 M | Final             |
| 26.08 | 12:30-13:30 | Descenso F              | Final             |
| 26.08 | 13:30-16:00 | Descenso M              | Final             |
| 27.08 | 10:00-12:15 | Campo a través F        | Final             |
| 27.08 | 10:30-12:00 | Trials 20″ M            | Final             |
| 27.08 | 14:00-16:30 | Campo a través M        | Final             |
| 27.08 | 14:30-16:00 | Trials 26″ M            | Final             |

- (*) - hora local de Nueva Zelanda (UTC +12)

## Resultados

### Masculino
| Evento                | Oro                                        | Plata                                 | Bronce                                |
| --------------------- | ------------------------------------------ | ------------------------------------- | ------------------------------------- |
| Descenso              | Samuel Hill Australia 3:11,0               | Greg Minnaar Sudáfrica 3:15,2         | Nathan Rennie Australia 3:17,2        |
| Campo a través        | Julien Absalon Francia 2:09:07             | Christoph Sauser · Suiza · 2:09:51    | Fredrik Kessiakoff · Suecia · 2:11:06 |
| Campo a través para 4 | Michal Prokop · República Checa · 250 pts. | Roger Rinderknecht · Suiza · 200 pts. | Guido Tschugg · Alemania · 150 pts.   |
| Trials 20″            | Marco Hösel · Alemania · 10                | Carles Díaz Codina · España · 14      | Benito Ros Charral · España · 15      |
| Trials 26″            | Kenny Belaey · Bélgica · 4                 | Vincent Hermance Francia 5            | Giacomo Coustellier Francia 8         |

### Femenino
| Evento                | Oro                                        | Plata                                    | Bronce                                  |
| --------------------- | ------------------------------------------ | ---------------------------------------- | --------------------------------------- |
| Descenso              | Sabrina Jonnier Francia 3:50,3             | Tracy Moseley Reino Unido 3:53,8         | Rachel Atherton Reino Unido 3:57,8      |
| Campo a través        | Gunn-Rita Dahle Flesjå · Noruega · 1:55:19 | Irina Kalentieva · Rusia · 1:58,05       | Marie-Hélène Prémont · Canadá · 1:59:42 |
| Campo a través para 4 | Jill Kintner Estados Unidos 250 pts.       | Anneke Beerten · Países Bajos · 150 pts. | Anita Molcik · Austria · 100 pts.       |
| Trials                | Karin Moor · Suiza · 19                    | Mireia Abant Condal · España · 25        | Gemma Abant Condal · España · 40        |

### Mixto
| Evento                     | Oro                                                                           | Plata                                                                         | Bronce                                                                                             |
| -------------------------- | ----------------------------------------------------------------------------- | ----------------------------------------------------------------------------- | -------------------------------------------------------------------------------------------------- |
| Campo a través por relevos | Florian Vogel · Martin Fanger · Petra Henzi · Nino Schurter · Suiza · 1:27:20 | Tony Longo · Cristian Cominelli · Eva Lechner · Yader Zoli · Italia · 1:28:10 | Marcin Karczyński · Adrian Działakiewicz · Maja Włoszczowska · Kryspin Pyrgies · Polonia · 1:28:24 |

## Medallero
| Núm. | País            | Oro | Plata | Bronce | Total |
| ---- | --------------- | --- | ----- | ------ | ----- |
| 1    | Suiza           | 2   | 2     | 0      | 4     |
| 2    | Francia         | 2   | 1     | 1      | 4     |
| 3    | Alemania        | 1   | 0     | 1      | 2     |
| 3    | Australia       | 1   | 0     | 1      | 2     |
| 5    | Bélgica         | 1   | 0     | 0      | 1     |
| 5    | República Checa | 1   | 0     | 0      | 1     |
| 5    | Estados Unidos  | 1   | 0     | 0      | 1     |
| 5    | Noruega         | 1   | 0     | 0      | 1     |
| 9    | España          | 0   | 2     | 2      | 4     |
| 10   | Reino Unido     | 0   | 1     | 1      | 2     |
| 11   | Italia          | 0   | 1     | 0      | 1     |
| 11   | Países Bajos    | 0   | 1     | 0      | 1     |
| 11   | Rusia           | 0   | 1     | 0      | 1     |
| 11   | Sudáfrica       | 0   | 1     | 0      | 1     |
| 15   | Austria         | 0   | 0     | 1      | 1     |
| 15   | Canadá          | 0   | 0     | 1      | 1     |
| 15   | Polonia         | 0   | 0     | 1      | 1     |
| 15   | Suecia          | 0   | 0     | 1      | 1     |
|      | TOTAL           | 10  | 10    | 10     | 30    |